# Petits chanteurs de Saint-Marc
Els Petits chanteurs de Saint-Marc van ser un cor de nens fundat al setembre del 1986 per Nicolas Porte. Es va dissoldre l'octubre de 2019.
Es tractava d'un cor mixt constituït per 75-80 nens amb edats d'entre els deu i els quinze anys. Tots estaven escolaritzats al col·legi de Saint-Marc, a Lió. Nicolas Porte, el director, fou contractat el 1984 pel col·legi perquè organitzés les corals del centre. Aleshores era un estudiant d'arquitectura amb coneixements de piano i de cant. Dos anys després fundà el cor que ha arribat a la popularitat gràcies a la seva participació en la pel·lícula Les Choristes. El cor respongué a un anunci d'una productora cinematogràfica, es presentà a les proves convocades i fou escollit després d'una selecció en què participaren la majoria de les corals i escolanies de França. Un dels seus cantants, Jean-Baptiste Maunier, fou el protagonista de la pel·lícula (Les Choristes) interpretant el paper de Pierre Morange. Maunier treballa també actualment com a actor.
El repertori del cor incloïa música sacra i profana, des del cant gregorià fins a la música contemporània.
El març de 2008 els Petits Cantors de Sant Marc van actuar a la catedral de Tortosa.

## Discografia
- Les Petits Chanteurs de Saint-Marc (1988)
- Les Petits Chanteurs de Saint-Marc (1991)
- Salve Regina (1993)
- Musique Sacrée Notre Dame de Fourvière (1998)
- Misses de Joseph Haydn (1999)
- Récital (2004)
- Les Choristes (banda original de la pel·lícula, 2004)
- Les Choristes en concert (2005)
- Nos Rêves (2005)
- Dans la cour des grands (2008)
- Los Chicos del Coro (2008)
- Les petits chanteurs de Saint-Marc chantent Les Beatles (2011)
- De Cine (2013)